# Can Pelaio
Can Pelaio és un edifici de Saus, Camallera i Llampaies (Alt Empordà) que forma part de l'Inventari del Patrimoni Arquitectònic de Catalunya. Està situat dins del nucli urbà de la població de Camallera, al nord del terme, al carrer del Raval.

## Descripció
Can Pelaio és un edifici de planta rectangular, format per tres cossos adossats. L'edifici principal, amb la coberta de dues vessants de teula, està distribuït en planta baixa i pis, amb totes les obertures rectangulars bastides amb carreus ben desbastats de pedra i les llindes planes. La llinda està ubicada a la porta d'accés. És de pedra, amb una motllura exterior a mode decoratiu i una inscripció "1789 PERA FANE ME FESIT", amb un relleu central amb els estris d'un flequer representats. Tant el portal com la llinda estan ubicats a la planta baixa de l'edifici. La construcció és bastida amb pedres ben escairades, disposades formant filades regulars, i carreus a les cantonades. La major part del parament està arrebossat, excepte la part inferior.

## Història
La majoria de les cases construïdes fora el nucli antic de Camallera daten entre el 1750 i 1820, període d'expansió urbanística extramurs. Una d'aquestes cases és Can Pelaio, que destaca per la llinda que s'aprecià a l'entrada principal, on es llegeix "1789 PERA FANE ME FESIT" i un relleu central amb els estris de flequer: un pa, balances, potser una dalla i unes forques.